# Villarsel-sur-Marly
Pour les articles homonymes, voir Villarsel (homonymie) et Marly.
Villarsel-sur-Marly (Vèrlachi  en patois fribourgeois) est une localité et une commune suisse du canton de Fribourg, située dans le district de la Sarine.

## Géographie
Selon l'Office fédéral de la statistique, Villarsel-sur-Marly mesure 141 ha. 4,2% de cette superficie correspond à des surfaces d'habitat ou d'infrastructure, 74,8% à des surfaces agricoles, 18,2% à des surfaces boisées et 2,8% à des surfaces improductives.
Villarsel-sur-Marly est située à 736 m d'altitude, à 6,5 km à vol d’oiseau au sud de la capitale cantonale Fribourg. La commune se trouve dans la zone préalpine des collines. Elle est bordée au nord par les communes de Marly, qu'elle surplombe, et de Pierrafortscha, à l'est par Tinterin, au sud par Le Mouret et à l'ouest par Bois-d'Amont.

## Histoire
Villarsel-sur-Marly est intégrée aux Anciennes Terres dès 1442, puis au district de Fribourg entre 1798 et 1848. Des familles nobles telles que les Vuippens, Mossuz et Montenach y détenaient des biens. La commanderie de Saint-Jean de Fribourg y acquit un vaste domaine au XVIe siècle, transféré en 1828 au chapitre de Saint-Nicolas ; la ferme associée est aujourd’hui un bien culturel d’importance nationale. 

## Démographie
Selon l'Office fédéral de la statistique, Villarsel-sur-Marly compte 74 habitants en 2023. Sa densité de population atteint 52 hab./km2. 
Le graphique suivant résume l'évolution de la population de Villarsel-sur-Marly entre 1850 et 2008 :